# Classe Baltimore
La classe Baltimore era una classe di incrociatori pesanti della United States Navy, armati di 9 cannoni da 203 mm e una gran quantità di cannoni contraerei. Essi apparvero verso la fine della seconda guerra mondiale e pur essendo unità molto moderne, arrivarono tardi per la guerra. I loro scafi erano tuttavia enormi e capaci, per cui vennero tentate alcune ricostruzioni negli anni '50 per valorizzarle secondo le nuove tendenze tecnologiche. Un tipo successivo fu la classe Oregon City.

## Riconversione in lanciamissili
Le navi di questa classe furono le prime ad essere trasformate in incrociatori lanciamissili, con due unità che nel 1952 vennero sottoposte a modifiche del loro armamento, in quanto nel corso degli anni cinquanta era iniziata a delinearsi chiaramente l'importanza del missile come strumento per la difesa a lungo e medio raggio, da contrapporre alla minaccia aerea rappresentata dai nuovi velivoli, sempre più sofisticati e avanzati, ai quali l'artiglieria di bordo non era più in grado di costituire un mezzo di contrasto efficace. Le due unità che rappresentarono un banco di prova sperimentale costituirono la classe Boston e rientrarono in servizio nel 1956. Il balzo verso l'era dei missili è ben rappresentato, in maniera decisamente maggiore, dal Columbus, che, entrato in servizio con una poderosa batteria di artiglierie, venne poi totalmente ricostruito nel periodo 1959-62 e armato con 2 lanciamissili Talos a prua e poppa, 2 Tartar a mezza nave, 1 ASROC e 6 radar guidamissili e rappresentava un taglio drastico rispetto alla concezione classica dell'incrociatore armato di cannoni. 

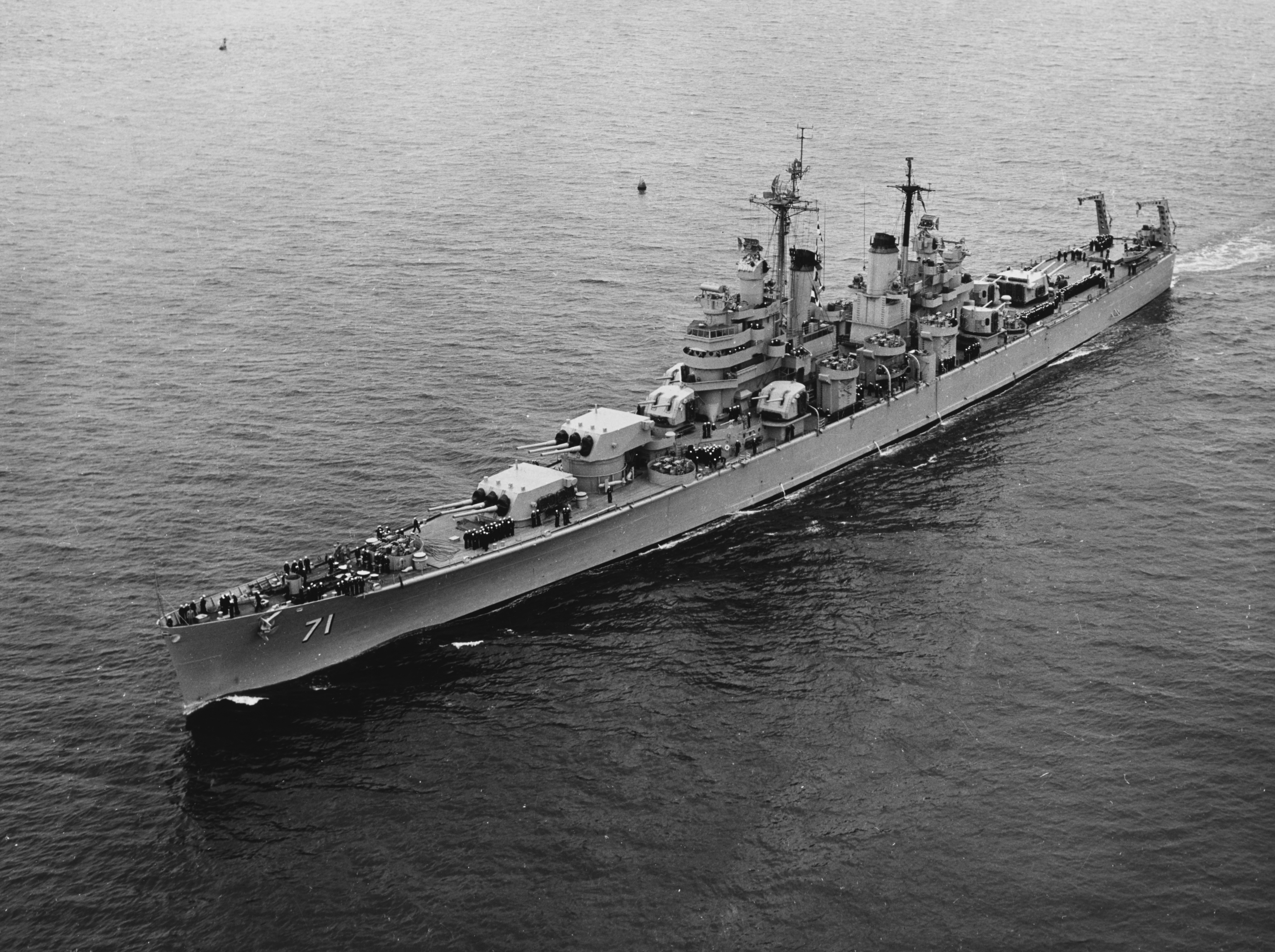
USS Quincy (CA-71)

I missili Tartar, normalmente, erano armi stivate con un unico lanciamissili in scafi da cacciatorpediniere, a prua o a poppa, ma qui vennero usati a mezza nave come armi per la difesa ravvicinata (associate ad almeno 2 radar), mentre l'armamento principale era dato dai missili Talos da 180 km di gittata. Si trattava in sostanza di una dotazione totalmente diversa rispetto a quella originaria, sia a livello tecnico che operativo.
Le capacità antiaeree vennero esaltate, con la possibilità teorica di ingaggiare qualunque bersaglio volante a quote tra i 15 e i 20.000 m, e tra gli 1,5 e i 200 km circa di distanza, coprendo per giunta praticamente tutto l'orizzonte dei 360 gradi. In teoria almeno, si trattava di navi ben più potenti delle unità missilistiche moderne, ma bisogna dire che i sistemi d'arma erano all'epoca inaffidabili e con cadenza di tiro ridotta. Questa trasformazione fu talmente radicale che venne scelto di non lasciare nemmeno un cannone a bordo. Il costo deve essere stato estremamente elevato, anche perché tutte le sovrastrutture vennero ricostruite, fumaioli inclusi, ma ha dimostrato come la base di partenza, un incrociatore da 200 m e 13.000 t, fosse ammodernabile in maniera radicale.
La nave non ebbe peraltro modo di mostrare le sue qualità sulle coste del Vietnam perché tornò da un ciclo operativo nel Pacifico giusto nel 1964, quando scoppiò la guerra, e poi venne inviata nel settore dell'Atlantico operando soprattutto in Mediterraneo. Venne aggiornata nel 1971, poi tutto accadde rapidamente, con l'ultima missione nel 1974, messa in riserva nel 1975, radiata nel 1976, venduta per la demolizione nel 1977.
La USS Northampton era in costruzione durante la parte finale della guerra, quando divenne inutile. Nel 1951 essa venne ricostruita come nave di comando e controllo, con particolare riguardo ad un ruolo durante una guerra nucleare. Essa era praticamente l'antenata dei Boeing 747 Air Force One attuali. Aveva lo scafo superiore, le sovrastrutture e le dotazioni elettroniche totalmente diverse da quanto originariamente inteso, tanto che era irriconoscibile rispetto ai Baltimore standard, ma si trattata nondimeno di una nave nata come incrociatore di questa classe.
Essa aveva un design avveniristico, specie l'alberatura e la plancia, sovrastrutture maggiorate per avere sia apparati che personale aggiuntivo rispetto al progetto originale (in particolare l'antenna radar posta sull'albero principale), una piattaforma per elicotteri e un solo cannone difensivo, un'arma da 127/54mm sistemata nel settore poppiero.

## Incrociatori
| Immagine | Nome                     | Impostazione      | Varo              | Entrata in servizio | Radiazione       | Destino finale                       |
| -------- | ------------------------ | ----------------- | ----------------- | ------------------- | ---------------- | ------------------------------------ |
|          | USS Baltimore (CA-68)    | 26 maggio 1941    | 28 luglio 1942    | 15 aprile 1943      | febbraio 1971    | Venduta per la rottamazione nel 1972 |
|          | USS Boston (CA-69)       | 30 giugno 1941    | 26 agosto 1942    | 30 giugno 1943      | 4 gennaio 1974   | Demolito il 28 marzo 1975            |
|          | USS Canberra (CA-70)     | 3 settembre 1941  | 19 aprile 1943    | 14 ottobre 1943     | 31 luglio 1978   | Demolita il 31 luglio 1980           |
|          | USS Quincy (CA-71)       | 9 ottobre 1941    | 23 giugno 1943    | 15 dicembre 1943    | 1 ottobre 1973   | Demolito del 1974                    |
|          | USS Pittsburgh (CA-72)   | 3 febbraio 1943   | 22 febbraio 1944  | 10 ottobre 1944     | 1 luglio 1973    | Demolito il 1 agosto 1974            |
|          | USS Saint Paul (CA-73)   | 3 febbraio 1943   | 16 settembre 1944 | 17 febbraio 1945    | 31 luglio 1978   | Demolito il 13 dicembre 1979         |
|          | USS Columbus (CA-74)     | 28 giugno 1943    | 30 novembre 1944  | 8 giugno 1945       | 9 agosto 1976    | Demolito il 3 ottobre 1977           |
|          | USS Helena (CA-75)       | 9 settembre 1943  | 28 aprile 1945    | 4 settembre 1945    | 1 gennaio 1974   | Demolita completamente nel 1975      |
|          | USS Bremerton (CA-130)   | 1 febbraio 1943   | 2 luglio 1944     | 29 aprile 1945      | 1 ottobre 1973   | Demolito nell'ottobre 1973           |
|          | USS Fall River (CA-131)  | 12 aprile 1943    | 13 agosto 1944    | 1 luglio 1945       | 19 febbraio 1971 | Demolito il 28 agosto 1972           |
|          | USS Macon (CA-132)       | 14 giugno 1943    | 15 ottobre 1944   | 26 agosto 1945      | 1 novembre 1969  | Demolito il 5 luglio 1973            |
|          | USS Toledo (CA-133)      | 13 settembre 1943 | 6 maggio 1945     | 27 ottobre 1946     | 1 gennaio 1974   | Demolito il 30 ottobre 1974          |
|          | USS Los Angeles (CA-135) | 28 luglio 1943    | 20 agosto 1944    | 22 luglio 1945      | 1 gennaio 1974   | Demolito il 16 maggio 1975           |
|          | USS Chicago (CA-136)     | 28 luglio 1943    | 20 agosto 1944    | 10 gennaio 1945     | 31 gennaio 1984  | Demolito il 9 dicembre 1991          |

## Galleria d'immagini

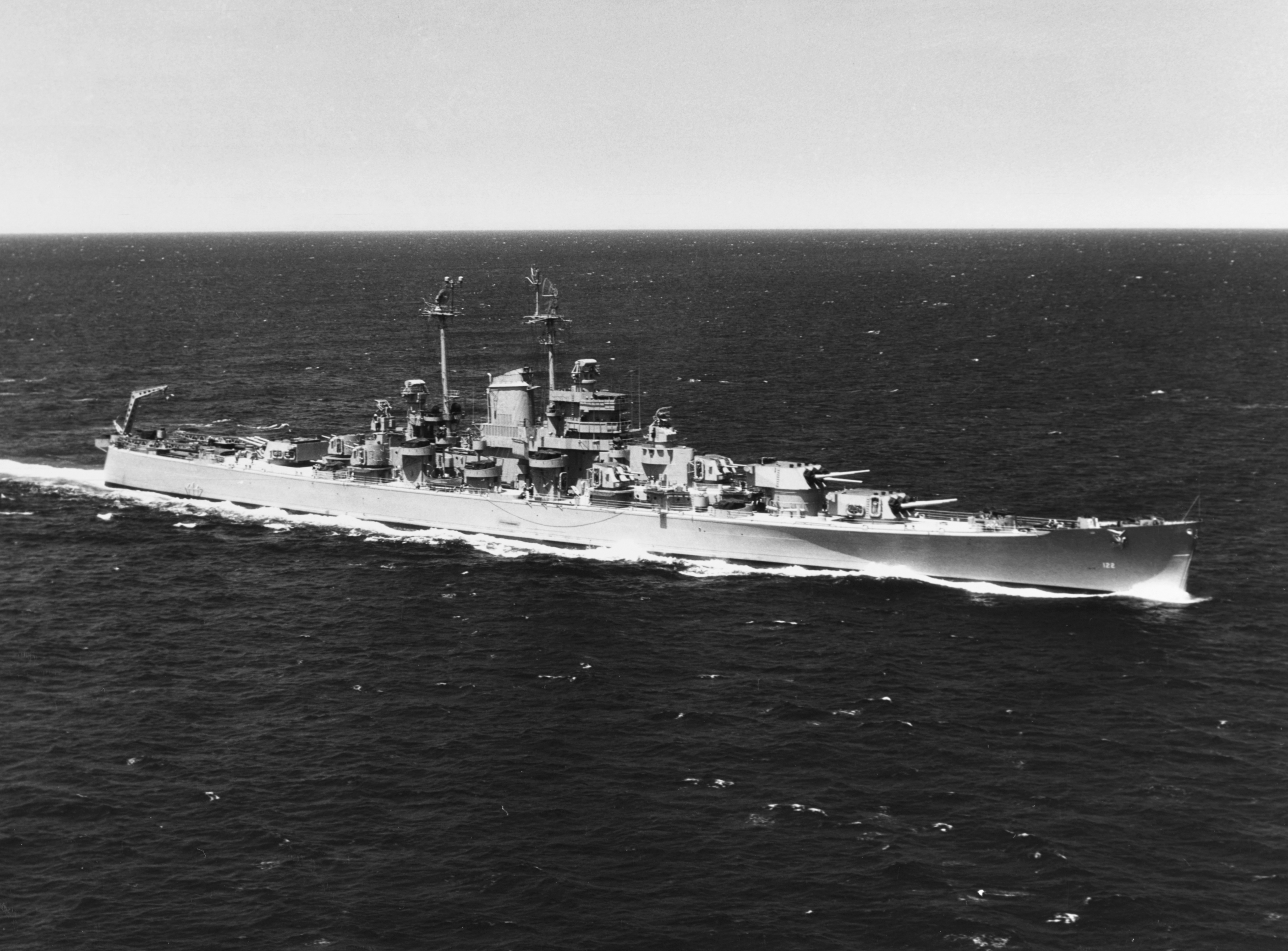
USS Oregon City (CA-122)
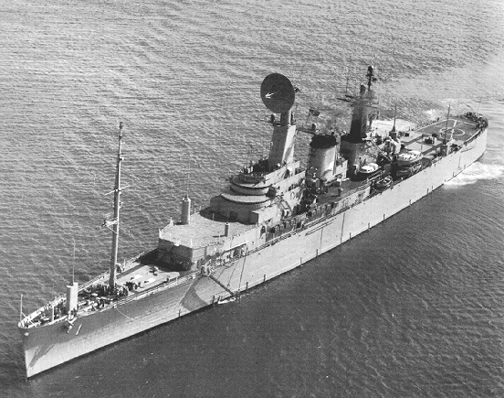
L'USS Northampton, il CLC-1, completo al 56% nel 1945, è stato trasformato in maniera drastica durante la costruzione per essere usato come nave da comando e controllo
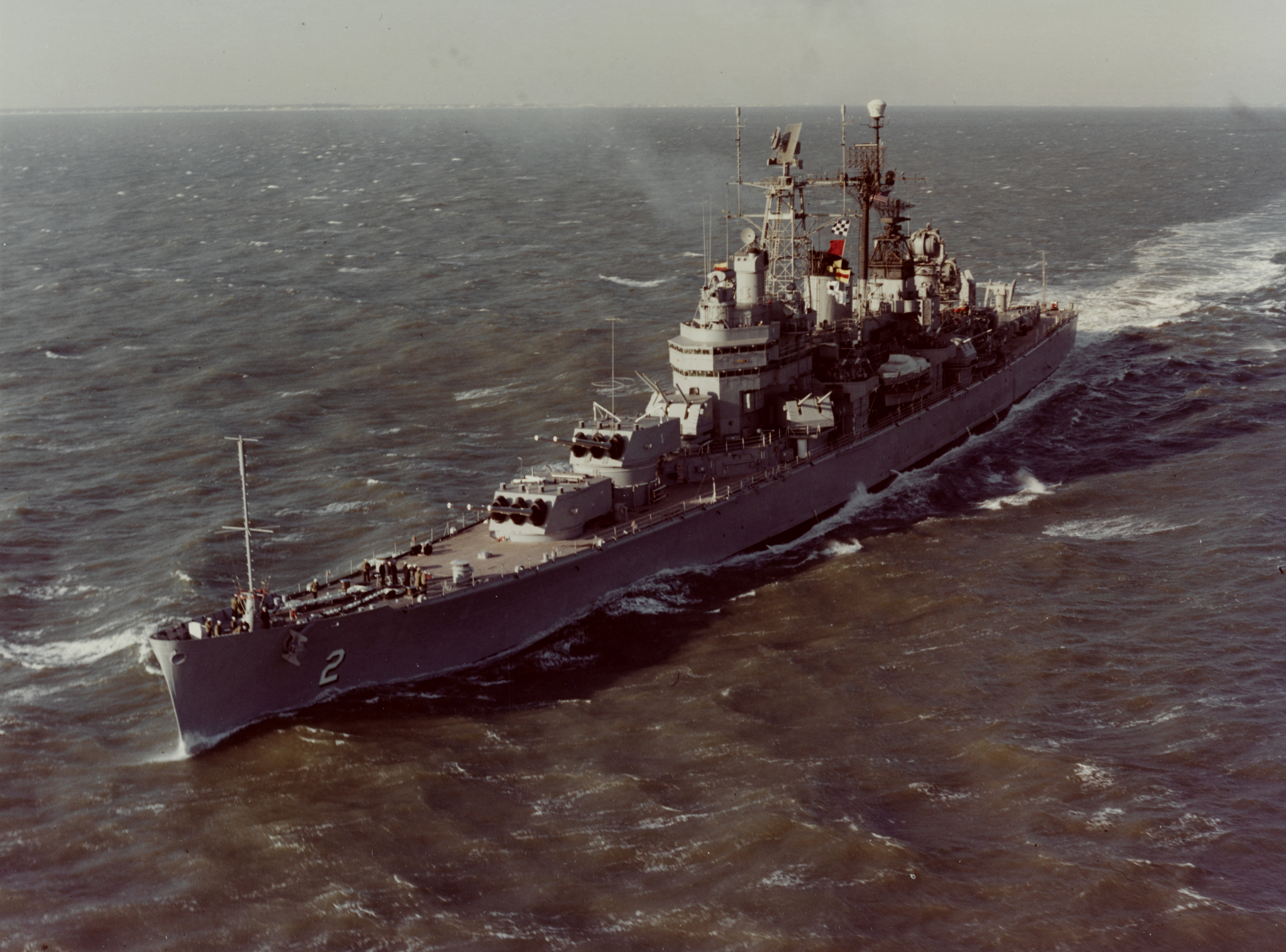
Il CAG-2 Canberra della classe Boston nel 1961
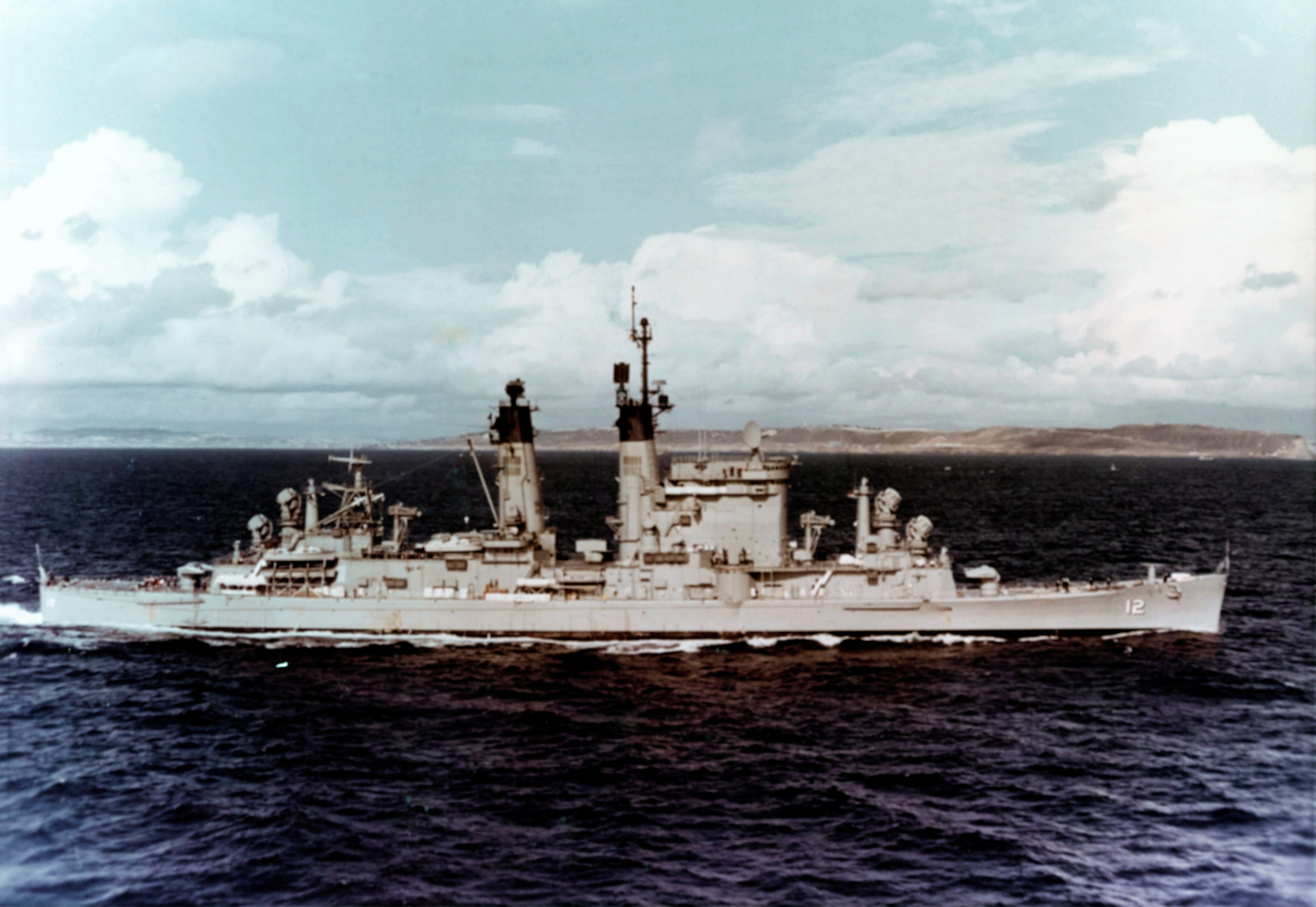
Il CG-12 Columbus nel 1965

## Classe Oregon City
Gli incrociatori classe Oregon City erano incrociatori pesanti, con una discendenza diretta dalla classe Baltimore, con la stessa lunghezza ma con un unico fumaiolo, armamento migliorato con l'introduzione dei cannoni automatici da 76,2mm.